# Serapeu

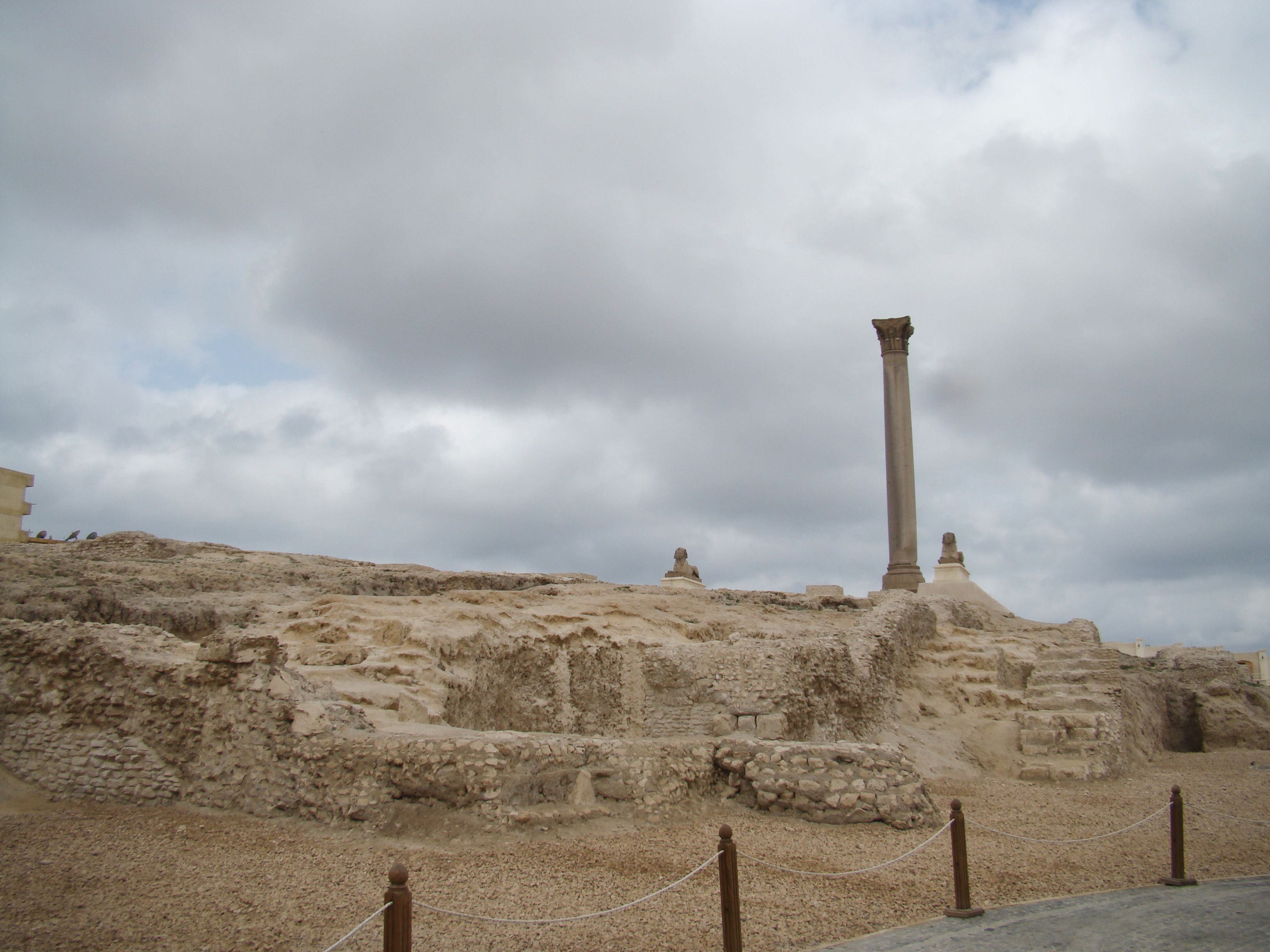
A Coluna de Pompeu (na verdade erguida por Diocleciano) marca o local exato onde ficava o antigo Serapeu de Alexandria.

Serapeu (em grego: Σεραπεῖον; romaniz.: Serapeion; em latim: Serapeum) é um templo dedicado ao deus sincrético heleno-egípcio Serápis, que combinava aspectos de Osíris e Ápis numa forma humana, mais aceita pelos gregos ptolemaicos de Alexandria. Há diversos serapeus espalhados por toda a região do Império Romano.

## Serapeus egípcios

### Sacara
Ficava a noroeste da Pirâmide de Djoser, em Sacara, uma necrópole perto de Mênfis. É o local onde fica o monumento funerário de touro Ápis, a manifestação viva do deus Ptá. Acreditava-se que os touros se tornavam imortais depois da morte, assim como "Osíris Ápis", encurtado como "Serápis" no período helenístico.

### Canopo
Outro serapeu ficava em Canopo, no delta do Nilo, perto de Alexandria. Este santuário, dedicado a Ísis e seu consorte, Serápis, tornou-se um dos mais famosos centros de culto do Egito no período ptolemaico e romano. Seus festivais e ritos eram tão populares que o local se transformou num modelo arquitetural para santuários de deuses egípcios por todo o Império Romano.
No local, um têmeno sagrado englobava o templo, que ficava atrás de um propileu ou um pátio peristilo. Santuários auxiliares dedicados a outras divindades menos universais também ficavam ali, incluindo Anúbis (e Hermanúbis), Hermes Trimegisto, um sincretismo entre Tot e Hermes, Harpócrates e outros.

## Serapeus da Itália

### Região III de Roma
A Região III de Roma era chamada de "Ísis e Serápis" na época de Augusto por que abrigava o templo dedicado às duas divindades. A estrutura, originalmente dedicada apenas a Ísis, foi construída por Quinto Cecílio Metelo Pio na primeira metade do século I a.C. para celebrar a vitória de seu pai contra as forças de Jugurta no norte da África.
O complexo, do qual apenas partes da fundação ainda existem, tinha originalmente um terraço e, durante a dinastia flaviana, passou por grandes reformas depois que o culto de Serápis foi associado ao de Ísis. O templo foi finalmente demolido no século VI.

### Campo de Marte
Este templo em Roma, dedicado a Ísis e Serápis, seria inicialmente dedicado aos triúnviros em 43 a.C.. Porém, por causa das tensões subsequentes entre Otaviano e Marco Antônio, o templo não foi construído. Depois da Batalha de Áccio, Augusto baniu a religião de Ísis da região central de Roma. O templo foi finalmente construído por Calígula numa área conhecida como Campo de Marte, entre a Septa Júlia e o Templo de Minerva, por volta de 37-41 a.C..
O enorme edifício, com 240 metros de comprimento por 60 de largura, estava divido em três seções: uma área retangular que podia ser acedida passando sob os arcos monumentais; uma praça aberta, decorada com obeliscos de granito vermelho trazidos para a cidade no século I e erigidos aos pares. O centro da praça era provavelmente ocupado pelo templo de Ísis enquanto que a terceira seção, uma êxedra semicircular com uma abside, presumivelmente abrigava o altar de Serápis. Fragmentos dos obeliscos, alguns bem grandes, foram encontrados à volta da moderna igreja de Santa Maria sopra Minerva; alguns arqueólogos propuseram que o obelisco na frente do Panteão pode ter sido levado do Serapeu para lá.
O edifício foi destruído num grande incêndio em 80, reconstruído por Domiciano, reformado por Adriano e mantido por Sétimo Severo. Registros atestam para a existência do templo e atividade ritual ainda no século V.

### Monte Quirinal
Este suntuoso templo construído no Monte Quirinal e dedicado a Serápis era, pelo que se depreende dos relatos, o mais suntuoso e arquiteturalmente ambicioso dos construídos na região; seus restos ainda podem ser vistos entre o Palazzo Colonna e a Pontifícia Universidade Gregoriana.

### Vila de Adriano

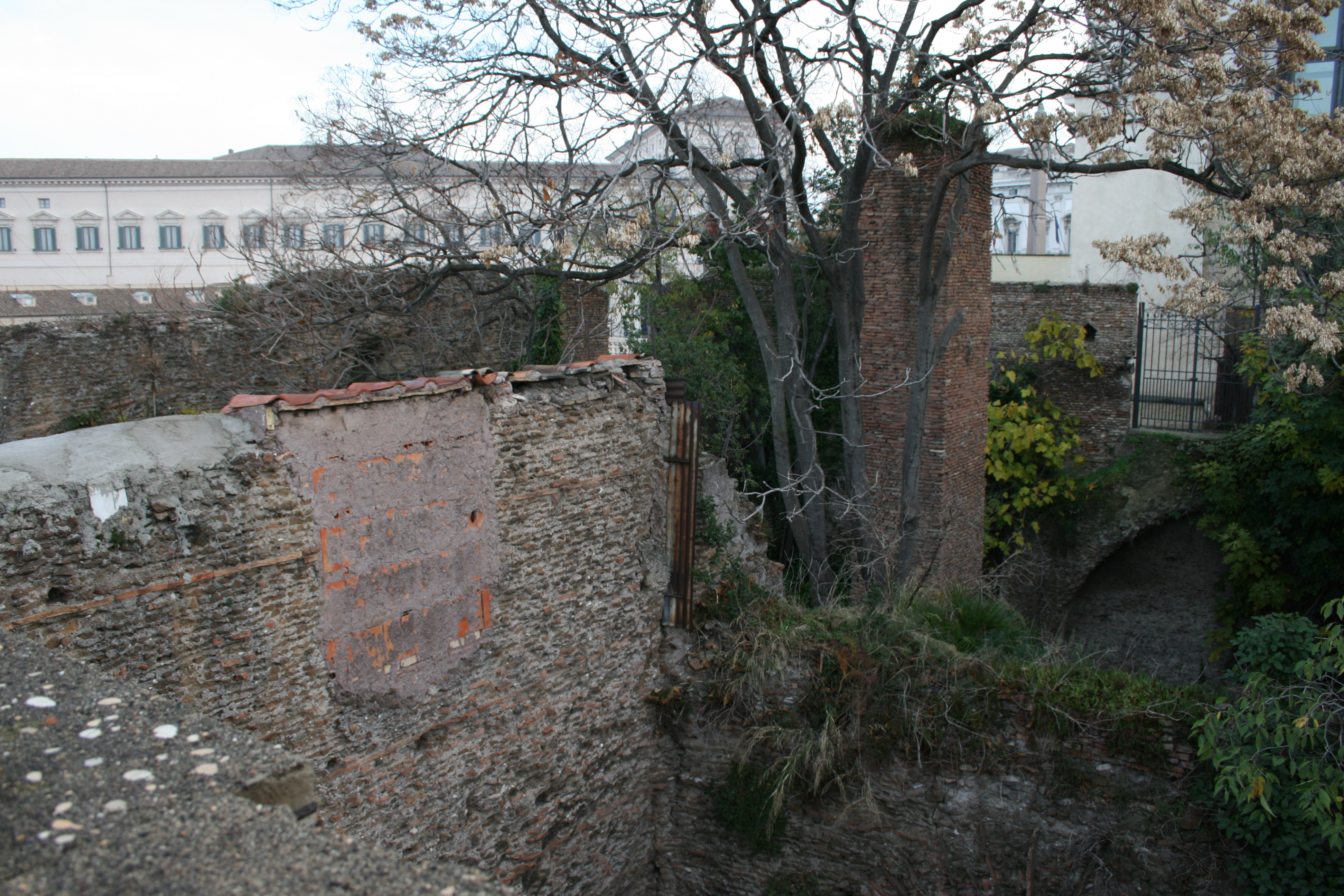
Ruínas do antigo serapeu no Monte Quirinal.

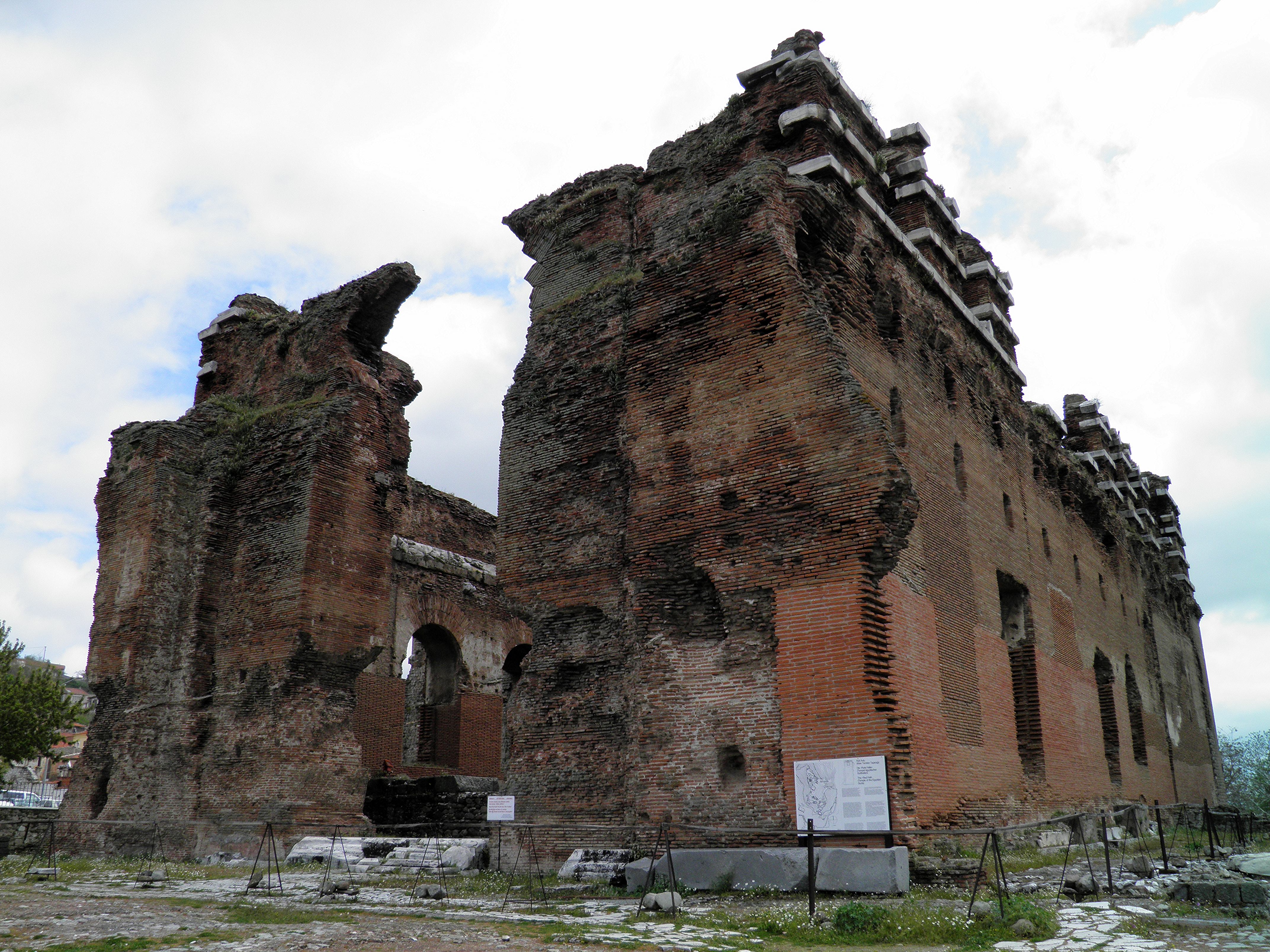
Ruínas da Basílica Vermelha, em Pérgamo.

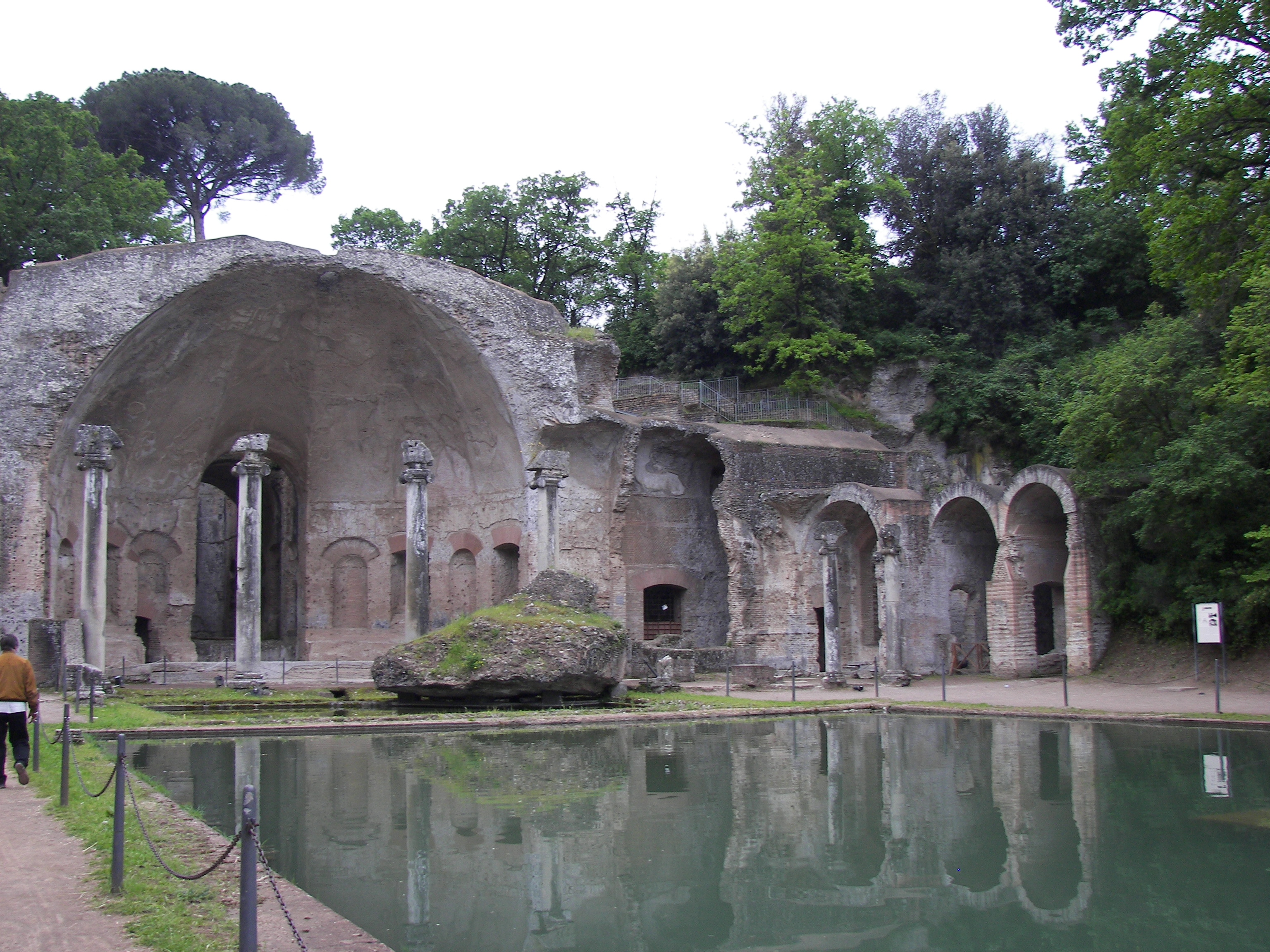
Canopo na Vila Adriana, em Tivoli.

O imperador Adriano (r. 117–138) ordenou a construção de um "canopo" em sua vila, em Tivoli, com a típica grandiosidade imperial: um imenso tanque retangular representando um canal, com 119 metros de comprimento por 18 de largura, era rodeado por pórticos e estátuas e levava até o Serapeu. Protegido por uma cúpula monumental, o santuário era composto de uma área pública e uma outra, mais íntima, subterrânea, dedicada ao aspecto ctônico de Serápis.
Para marcar a inauguração, Adriano mandou cunhar uma moeda que levava sua efígie acompanhada por Serápis numa plataforma onde duas colunas suportavam um dossel arredondado. Desta forma, o imperador se tornou um sinau (synnaos), um companheiro da arcana nau do deus, e também beneficiário do culto de Serápis em Canopo.

### Óstia Antiga
O serapeu de Óstia Antiga foi inaugurado em 127 e dedicado ao culto sincrético de Júpiter Serápis. É um típico santuário romano, construído numa plataforma elevada e com uma fileira de colunas na entrada, onde um mosaico representando Ápis de forma tipicamente egípcia ainda pode ser visto. É provável que tenha sido este templo a origem da estátua que Briáxis copiou para o Serapeu de Alexandria.

### Pozzuoli
O Macelo de Pozzuoli, o mercado (macelo) da cidade romana de Putéolos (moderna Pozzuoli) foi escavado pela primeira vez no século XVIII, quando a descoberta de uma estátua de Serápis resultou na identificação errônea do edifício como sendo o serapeu da cidade, o "Templo de Serapeu". Com este nome, o local ganhou considerável influência na história da geologia, quando uma faixa de orifícios (gastroquenolitas) deixadas por moluscos bivalves marinhos do gênero litófago nas três colunas de mármore ainda em pé no local indicaria que estas colunas permaneceram abaixo do nível do mar por um tempo e depois reemergiram. Esta característica intrigante foi o motivo de debates sobre geologia, e posteriormente levou à identificação de bradissismo na área, mostrando que a crosta da Terra poderia estar sujeita a gradual movimento mesmo sem terremotos destrutivos.

## Serapeus na Turquia

### Pérgamo
EM Pérgamo (moderna Bergama), há um Templo de Serápis, construído no século II e chamado de "Basílica Vermelha" ou "Pátio Vermelho" (Kızıl Avlu em turco) pelos locais. Este edifício, de formato basilical, foi construído no reinado de Adriano e é formado por um edifício principal e duas torres circulares. No século I, a igreja cristão em Pérgamo, que estava abrigada na Basílica Vermelho, era uma das sete igrejas citadas no Apocalipse (Apocalipse 2:12).

### Éfeso
Outro templo de Serápis está em Éfeso, perto da moderna cidade de Selçuk, na província de Esmirna. Suas ruínas estão atrás da famosa Biblioteca de Celso e foi transformado em igreja ainda na antiguidade.

### Mileto
Este templo foi construído no século III a.C. perto da ágora sul de Mileto e foi restaurado pelo imperador Aureliano (r. 270–275).

### Alexandria
- Chuvin, Pierre, 1990 (B. A. Archer, translator). A Chronicle of the Last Pagans,(Harvard University Press). ISBN 0-674-12970-9 The incremental restrictions on "indigenous polytheism" of the governing class, chronicled from imperial edict to imperial edict.
- MacMullen, Ramsay, 1984.Christianizing the Roman Empire A.D. 100-400, (Yale University Press).
- Turcan, Robert, (1992) 1996. Cults of the Roman Empire  (Blackwell) Bryn Mawr Classical review. A translation of Les cultes orientaux dans le monde romain.

### Sacara
- Christophe, B. (2001). L'inscription dédicatoire de Khâemouaset au Sérapéum de Saqqara (Pl. V-XIII). Revue d'Égyptologie, 52, 29-55.
- Ibrahim Aly Sayed, Mohamad; David M. Rohl (1988). «Apis and the Serapeum». Journal of the Ancient Chronology Forum. 2: 6–26
- Malinine, Michel; Georges Posener, and Jean Vercoutter (1968). Catalogue des stèles du Sérapéum de Memphis. Paris: Imprimerie nationale de France
- Mariette, François Auguste Ferdinand (1857). Le Sérapéum de Memphis, découvert et décrit. Paris: Gide éditeur
- Mariette, François Auguste Ferdinand (1892). Le Sérapéum de Memphis. Paris: F. Vieweg
- Thompson, Dorothy J. (1988). Memphis under the Ptolemies. Princeton: Princeton University Press. ISBN 0-691-03593-8
- Vercoutter, Jean (1960). «The Napatan Kings and Apis Worship (Serapeum Burials of the Napatan Period)». Kush: Journal of the Sudan Antiquities Service. 8: 62–76
- Vercoutter, Jean (1962). Textes biographiques du Sérapéum de Memphis: Contribution à l’étude des stèles votives du Sérapéum. Paris: Librairie ancienne Honoré Champion

### Ostia
- Mar, R. (1992). El serapeum ostiense y la urbanística de la ciudad. Una aproximación a su estudio. BA, 13(15), 31-51.
- Bloch, H. (1959). The Serapeum of Ostia and the Brick-Stamps of 123 AD A New Landmark in the History of Roman Architecture. American Journal of Archaeology, 63(3), 225-240.
- Mar, R. (2001). El santuario de Serapis en Ostia.
- Mols, S. (2007). The Urban Context of the Serapeum at Ostia. BABesch, 82(1), 227-232.

### Roma
- Filippo Coarelli, "Iseum et Serapeum in Campo Martio; Isis Campensis", in E. M. Steinby (ed.), Lexicon Topographicum Urbis Romae (LTUR), vol. 3, 1996, pp. 107–109.
- Filippo Coarelli, "I monumenti dei culti orientali a Roma", in La soteriologia dei culti orientali nell'Impero romano, Leiden, Brill, 1982, pp. 33–67. (ISBN 9004065016).
- Serena Ensoli, "I santuari di Iside e Serapide a Roma e la resistenza pagana in età tardoantica" in Aurea Roma, Roma, L'Erma di Bretschneider, 2000, pp.  273-282. (ISBN 8882651266).

### Pozzuoli
- Charles Dubois. Cultes et dieux à Pouzzoles. Roma, 1902.
- Charles Dubois. Pouzzoles Antique. Parigi, 1907.